# 八幡神社 (飯能市八幡町)
八幡神社（はちまんじんじゃ）は、埼玉県飯能市の神社。

## 概要
- 所在地:埼玉県飯能市八幡町十二番地六号
- 祭神:誉田別命

## 沿革
文禄年間（1592年 - 1595年）創建。原町・前田両町内会の鎮守として明治5年（1872年）村社に列す。明治40年（1907年）無格社・神明社を合祀。

## 建造物等
- 本殿・神饌殿・拝殿・社務所・祭器庫・山車格納庫・手水舎・神明鳥居　境内地1,465.1m2

## 神事
- 1.1　元旦祭
- 4.27　春祭
- 9.26　例祭
- 11.23　秋祭

## 末摂社
- 山王大神三峰神社
- 真能稲荷大明神

## その他
2007年8月、飯能夏祭りが中止のため、この神社の社務所を整理がされ、その時に明治25年（1892年）の原舟月（人形師・原町山車上の神武天皇像の作者）の書状が発見された。